# Драгош-Воде (комуна)
Драгош-Воде (рум. Dragoș Vodă) — комуна у повіті Келераш в Румунії. До складу комуни входять такі села (дані про населення за 2002 рік):
- Богдана (301 особа)
- Драгош-Воде (2417 осіб)
- Сокоалеле (320 осіб)

Комуна розташована на відстані 84 км на схід від Бухареста, 29 км на північний захід від Келераші, 120 км на захід від Констанци, 129 км на південний захід від Галаца.

## Населення
За даними перепису населення 2002 року у комуні проживали 3038 осіб.
Національний склад населення комуни:
| Національність | Кількість осіб | Відсоток |
| -------------- | -------------- | -------- |
| румуни         | 2987           | 98,3%    |
| цигани         | 50             | 1,6%     |
| угорці         | 1              | < 0,1%   |

Рідною мовою назвали:
| Мова      | Кількість осіб | Відсоток |
| --------- | -------------- | -------- |
| румунська | 3037           | > 99,9%  |
| угорська  | 1              | < 0,1%   |

Склад населення комуни за віросповіданням:
| Релігія       | Кількість осіб | Відсоток |
| ------------- | -------------- | -------- |
| православні   | 3002           | 98,8%    |
| бретрени      | 22             | 0,7%     |
| римо-католики | 9              | 0,3%     |
| лютерани      | 4              | 0,1%     |